# ISO 3166-2:TV
ISO 3166-2:TV – kody ISO 3166-2 dla Tuvalu.
Kody ISO 3166-2 to część standardu ISO 3166 publikowanego przez Międzynarodową Organizację Normalizacyjną. Kody te są przypisywane głównym jednostkom podziału administracyjnego, takim jak np. województwa czy stany, każdego kraju posiadającego kod w standardzie ISO 3166-1. 
Aktualnie (2017) dla Tuvalu zdefiniowano kody dla 9 dystryktów.
Pierwsza część oznaczenia to kod Tuvalu zgodnie z ISO 3166-1, natomiast druga część oznaczenia znajdująca się po myślniku to trzyliterowy kod jednostki administracyjnej.

## Kody ISO
| Kod ISO | Nazwa jednostki administracyjnej | Rodzaj jednostki administracyjnej |
| ------- | -------------------------------- | --------------------------------- |
| TV-FUN  | Funafuti                         | dystrykt miejski                  |
| TV-NIT  | Niutao                           | dystrykt wyspiarski               |
| TV-NKF  | Nukufetau                        | dystrykt wyspiarski               |
| TV-NKL  | Nukulaelae                       | dystrykt wyspiarski               |
| TV-NMA  | Nanumea                          | dystrykt wyspiarski               |
| TV-NMG  | Nanumanga                        | dystrykt wyspiarski               |
| TV-NUI  | Nui                              | dystrykt wyspiarski               |
| TV-VAI  | Vaitupu                          | dystrykt wyspiarski               |